# International Mineralogical Association
 For alternative betydninger, se IMA.
International Mineralogical Association (forkortet IMA, dansk Den Internationale Mineralogiske Sammenslutning) er en organisation, hvis medlemmer er organisationer, der repræsenterer mineraloger i de enkelte lande. IMA beskæftiger sig bl.a. med at koordinere navngivning af mineraler.
IMA udgiver en liste over anerkendte mineraler og deres navne.